# Lupin III - La strategia psicocinetica
Lupin III - La strategia psicocinetica (ルパン三世 念力珍作戦?, Rupan Sansei - Nenriki chin sakusen) è un film del 1974 diretto da Takashi Tsuboshima.
Si tratta di un live action giapponese con protagonista Lupin III, il celebre ladro creato da Monkey Punch. È uscito nei cinema giapponesi il 3 agosto 1974.
In questo film il protagonista indossa un'inedita giacca bianca, rivista, in seguito, nello special Il segreto del Diamante Penombra, e ha al collo un foulard nero e sul petto un tatuaggio, il simbolo della dinastia Lupin. Goemon è assente perché la formazione della banda è ancora agli inizi e Zenigata non ha il cappello.

## Trama
Lupin III ruba un'automobile da un parcheggio pubblico ad una coppia. Mentre fugge con la nuova autovettura, nota una giovane e bellissima donna, alias Fujiko Mine, che è rinchiusa dentro un cellulare diretto verso la prigione. Desideroso di salvare la meravigliosa ragazza, Lupin le si avvicina e le promette che entro quella stessa notte l'avrebbe aiutata ad evadere. E così avviene: il ladro libera Fujiko; in cambio, spera che la fuggitiva sia disposta a concedergli "le sue grazie", ma Fujiko stordisce il ladro (il quale viene catturato ed interrogato dall'ispettore Zenigata), mentre lei riesce a dileguarsi.
Frattanto, il pistolero Daisuke Jigen è impegnato nella continua ricerca del protagonista, Lupin III, il quale è l'ultimo discendente nonché sopravvissuto del glorioso impero dei Lupin, raso al suolo dalla terribile famiglia di mafiosi italiani Maccherone. Jigen intende ritrovare il nipote di Arsenio Lupin in modo da cercare di ricostruire insieme a lui il grande impero della famiglia dei Lupin. L'incontro fra il ladro Lupin ed il pistolero Jigen non tarda ad arrivare, ma quest'ultimo rimane molto deluso dall'atteggiamento del protagonista, intento solo a pensare al gentil sesso e decisamente non intenzionato a far ritornare alla luce l'impero di cui facevano parte suo padre e suo nonno. Frattanto l'ispettore Zenigata comincia ad essere ossessionato dal pensiero di arrestare Lupin III, ma nonostante i continui tentativi la sconfitta è l'unico risultato che il poliziotto riesce ad ottenere (senza contare poi i suoi due buffi assistenti, che ne combinano una dietro l'altra e che sono sempre oggetto di sfogo da parte di un troppo spesso nervoso Zazà).
Fujiko, intanto, convince Lupin a rubare alcuni gioielli preziosi da una mostra; ma la donna (come prevedibile) non esita a ricorrere al suo famoso doppio gioco avvertendo Zenigata delle intenzioni del ladro gentiluomo. Infatti, la donna riesce a impossessarsi delle ricchezze facendo pagare le conseguenze del furto soltanto a Jigen e Lupin, che comunque sfuggono ai poliziotti.
La famiglia Maccherone, intanto, si prefissa l'obiettivo di uccidere l'ultimo superstite dell'impero dei Lupin, alias Lupin III. Ma il ladro sfugge a tutti gli attentati preparati per lui e sfugge numerose volte ai tranelli mortali dei Maccherone. Successivamente, la stessa famiglia di mafiosi cerca di impossessarsi di una statuetta di terracotta (basata sui Dogū) che si dice sia stata trasportata sulla Terra da un gruppo di alieni. E, come se non bastasse, i Maccherone rapiscono Fujiko.
Lupin, intanto, decide di farsi "arrestare" da Zenigata consegnandosi a lui di sua spontanea volontà, ma quando viene a sapere da Jigen che l'amata Fujiko è stata catturata, evade senza alcuna difficoltà per salvare la donna del suo cuore.
Dopo alcune divertenti peripezie, Lupin salva Fujiko e riesce a mettersi in salvo, impedendo inoltre ai Maccherone di impossessarsi della statuetta di terracotta. Proprio perché ha scongiurato questo pericolo, la polizia giapponese ordina all'ispettore Zenigata di premiare Lupin III consegnandogli un riconoscimento ufficiale.
Anche se fortemente umiliato, Zazà cerca di consegnare il riconoscimento al ladro gentiluomo, che però vedendo arrivare in lontananza l'ispettore crede che quest'ultimo voglia (come al solito) arrestarlo e quindi inizia a fuggire a gambe levate con Fujiko e Jigen.

## Colonna sonora
- Lupin the Third - Strange Psycho-kinetic Strategy - Music File (VAP 21/09/00 VPCD-81347)

## Distribuzione

### Edizione DVD
L'edizione italiana del DVD del film è uscita tramite Yamato Video nel 2009.